# THE HENLEY
THE HENLEY是一個位於香港九龍九龍城區啟德沐泰街7號的私人屋苑，項目設有三期共八座樓住宅大廈，提供1184個單位。

## 歷史
2016年11月，海航集團旗下香港海島建設地產以88.37億港元投得新九龍內地段6565號所在地皮。
2018年2月，恒基兆業地產以159.5941億港元向海航集團收購新九龍內地段6565號及6562號地皮。

## 商場
THE HENLEY基座商場命名為 PARKSIDE AT THE HENLEY，佔地26,000約平方尺，租戶包括：咖啡店NOC、健身中心CHAMP 24 FITNESS（24/7 FITNESS）及食品店Meatogo等。
2023年7月，QIXING PROPERTY LIMITED以5.28億港元向恒基兆業地產收購THE HENLEY商場。

## 外部連結
- THE HENLEY （页面存档备份，存于）